# قطر في الألعاب البارالمبية
شاركت قطر للمرة الأولى في الألعاب البارالمبية في دورة الألعاب البارالمبية الصيفية عام 1996م والتي أقيمت في أتلانتا ، بممثل واحد فقط ( صلاح الملا ) في رفع الأثقال . شاركت قطر في كل نسخة لاحقة من دورة الألعاب البارالمبية الصيفية ، غير أنها لم تشارك مطلقًا في دورة الألعاب البارالمبية الشتوية . قبل دورة الألعاب البارالمبية الصيفية 2016 ، كانت وفود قطر تتكون فقط من رياضيين من الذكور، وكانت دائمًا صغيرة، ولا تضم أكثر من ثلاثة متنافسين. تنافس جميع الرياضيين القطريين في منافسات الميدان (رمي الرمح أو دفع الجلة) أو في رفع الأثقال.
وقد فازت قطر بأول ميدالياتها في دورة الألعاب البارالمبية الصيفية 2016 في دفع الجلة للرجال والنساء.  حصلت قطر على الميدالية البرونزية في دورة الألعاب البارالمبية الصيفية 2020 في دفع الجلة للرجال.

## الحائزون على الميداليات
| ميدالية | اسم                       | ألعاب              | رياضة       | حدث                   |
| ------- | ------------------------- | ------------------ | ----------- | --------------------- |
| فضية    | عبد الرحمن عبد القادر فقي | ريو دي جانيرو 2016 | ألعاب القوى | دفع الجلة للرجال F34  |
| فضية    | سارة حمدي مسعود           | ريو دي جانيرو 2016 | ألعاب القوى | دفع الجلة للسيدات F33 |
| برونزية | عبد الرحمن عبد القادر فقي | طوكيو 2020         | ألعاب القوى | دفع الجلة للرجال F34  |